# 张素诚
张素诚（1916年—2006年），男，浙江萧山人，中国数学家，曾任中国科学院数学研究所研究员、博士生导师，中国数学会理事。